# Видлин (Беларусь)
Видли́н (бел. Відлін) — деревня в Чаусском районе Могилёвской области Республики Беларусь. Входит в составе Горбовичского сельсовета.  

## География
Расположена около автотрассы Р-122.

## История
В 2013 году деревня передана из Каменского сельсовета в состав Горбовичского сельсовета.

## Население
| 2009 |
| ---- |
| 9    |

## Инфраструктура
Личное подсобное хозяйство с зоной сельскохозяйственного использования, индивидуальная застройка усадебного типа.

## Транспорт
Остановка общественного транспорта «Видлин».